# Rustad strandskog
Rustad strandskog är ett naturreservat i Karlstads kommun i Värmlands län.
Området är naturskyddat sedan 2005 är 5 hektar stort. Reservatet ligger vid västra stranden av Klarälven och består främst av lövskog.